# Tarta ópera
La tarta ópera (llamada también pastel ópera o torta ópera) es una tarta de la gastronomía francesa extendido a nivel global.

## Características
Consiste en un bizcochuelo hecho a base de almendras, el cual se empapa con un almíbar a base de café y se intercala con capas de una crema de mantequilla con sabor a café y ganache de chocolate. En la superficie está cubierto por una capa de este último, pudiendo tener como decoración almendras fileteadas y montoncitos de nata montada, así como adornos hechos con la misma (lo más usual es darles la forma de una clave de Sol musical, lo cual le da el nombre de Ópera).
A juzgar por sus componentes, el sabor de la misma recuerda al de un café mokaccino.
La popularidad de la misma es tal que se ha extendido a otros países donde no suele ser autóctona, un ejemplo de ello es Venezuela, donde se le conoce como torta ópera o torta moka por lo anteriormente mencionado. Se puede ver en las pastelerías de dicho país.